# Egholm (Herritslev Sogn)
 For alternative betydninger, se Egholm. (Se også artikler, som begynder med Egholm)
Egholm  var en landsby fra 1568, oprettet som hovedgård i 1734, og er nu en avlsgård under Aalholm. Gården ligger i Herritslev Sogn, Guldborgsund Kommune, Region Sjælland.
Tidligere tilhørsforhold: Musse Herred, Maribo Amt, Nysted Kommune.
Egholm er på 82,8 hektar

## Ejere af Egholm
- (1568-1725) Kronen
- (1725-1746) Emerentia Hansdatter von Levetzow gift von Raben
- (1746-1750) Christian Christiansen lensgreve von Raben
- (1750-1791) Otto Ludvig Christiansen lensgreve von Raben
- (1791-1838) Frederik Christian Ottosen lensgreve von Raben
- (1838-1875) Gregers Christian Frederiksen lensgreve von Raben
- (1875-1879) Julius Frederiksen lensgreve von Raben
- (1879-1889) Josias Frederiksen lensgreve von Raben-Levetzau
- (1889-1933) Frederik Christopher Otto Josiasen lensgreve von Raben-Levetzau
- (1933-1977) Johan Otto Valdemar Frederiksen baron von Raben-Levetzau
- (1977-1992) Johan Otto Valdemar Frederiksen baron von Raben-Levetzau / John Otto Johansen baron von Raben-Levetzau
- (1992-1995) John Otto Johansen baron von Raben-Levetzau
- (1995-2008) Stig Husted-Andersen
- (2008-) Stig Husted-Andersens dødsbo